# Chorebus asphodeli
Chorebus asphodeli är en stekelart som beskrevs av Griffiths 1968. Chorebus asphodeli ingår i släktet Chorebus och familjen bracksteklar. Inga underarter finns listade i Catalogue of Life.